# Vanuoides pallescens
Vanuoides pallescens är en insektsart som beskrevs av Metcalf 1938. Vanuoides pallescens ingår i släktet Vanuoides och familjen Tropiduchidae. Inga underarter finns listade i Catalogue of Life.